# Henri Coudreau
Henri Anatole Coudreau (* 16. November 1859 in Sonnac, Charente-Maritime; † 10. November 1899 am Rio Trombetas, in der Region Pará, Brasilien) war ein französischer Professor für Geografie und Südamerikaforscher. Er bereiste insbesondere die Flusssysteme im heutigen Französisch-Guyana bis nach Zentralbrasilien. Dabei kam es zu einer umfangreichen Erforschung der lokalen Flora und Fauna sowie der Sitten und Gebräuche der indigenen Bevölkerung, die zu jener Zeit noch weitgehend unbekannt waren. Nach seinem Tod setzte seine Ehefrau Octavie Coudreau auf weiteren Expeditionen in das Amazonasgebiet seine Arbeit fort.

## Werke
- La Haute Guyane, 1888
- Dix ans de Guyane, 1891
- Chez nos indiens. Quatre années dans la Guyane française, 1893
- Voyage au Tocantins-Araguaya, 1897